# Liste des cavités naturelles les plus profondes de la Charente-Maritime
La liste des cavités naturelles les plus profondes de la Charente-Maritime recense, sous forme de tableau(x), les cavités souterraines naturelles connues dans ce département français, dont le dénivelé est supérieur ou égal à dix mètres.
La communauté spéléologique considère qu'une cavité souterraine naturelle n'existe vraiment qu'à partir du moment où elle est « inventée » c'est-à-dire découverte (ou redécouverte), inventoriée, topographiée et publiée. Bien sûr, la réalité physique d'une cavité naturelle est la plupart du temps bien antérieure à sa découverte par l'homme ; cependant tant qu'elle n'est pas explorée, mesurée et révélée, la cavité naturelle n'appartient pas au domaine de la connaissance partagée.
La liste spéléométrique des 8 plus profondes cavités naturelles de la Charente-Maritime (≥ dix mètres) est actualisée à décembre 2020.
La plus profonde cavité souterraine naturelle répertoriée dans le département de la Charente-Maritime est « le gouffre du Quai des Roches », sur la commune de Saintes (cf. ligne 1 du tableau ci-dessous).

## Cavités de la Charente-Maritime (France) dont le dénivelé est supérieur ou égal à 10 mètres
8 cavité dans cette classe « I » sont recensées au 31-12-2020.
| N° | Cavité (autres noms)              | Commune                       | Massif ou zone | Coord. (WGS 84)             | Déniv. (mètres) | Dévelop. (mètres) | Sources ou références     | Mise à jour |
| -- | --------------------------------- | ----------------------------- | -------------- | --------------------------- | --------------- | ----------------- | ------------------------- | ----------- |
| 1  | Gouffre du Quai des Roches        | Saintes                       |                | 45° 44′ 10″ N, 0° 38′ 23″ O | +023, m         | NC                | Spéléométrie de la France | 2000-12     |
| 2  | Souci de Chadennes                | Tesson                        |                | 45° 38′ 58″ N, 0° 39′ 12″ O | +021, m         | +0105, m          | Spéléométrie de la France | 2000-12     |
| 3  | Gouffre des Essards               | Les Essards                   |                | 45° 47′ 22″ N, 0° 45′ 42″ O | +015, m         | +0050, m environ  | Spéléométrie de la France | 2000-12     |
| 4  | Gouffre des Moutons               | Fontcouverte                  |                |                             | +015, m         | NC                | Spéléométrie de la France | 2000-12     |
| 5  | Grotte (ou gouffre) des Marsais   | Saint-Georges-des-Coteaux     |                | 45° 45′ 45″ N, 0° 39′ 45″ O | +014, m         | NC                | Spéléométrie de la France | 2000-12     |
| 6  | Grotte de Chez Lanté              | Le Douhet                     |                |                             | +012, m environ | NC                | Spéléométrie de la France | 2000-12     |
| 7  | Grotte (ou gouffre) de Chermignac | Chermignac                    |                | 45° 42′ 13″ N, 0° 40′ 38″ O | +011, m         | NC                | Spéléométrie de la France | 2000-12     |
| 8  | Gouffre des Beaupinières          | Saint-Hilaire-de-Villefranche |                | 45° 52′ 41″ N, 0° 34′ 01″ O | +011, m environ | NC                | Spéléométrie de la France | 2000-12     |